# 朝日酒造 (鹿児島県)
朝日酒造株式会社（あさひしゅぞう）は、鹿児島県の蔵元。奄美黒糖焼酎の「朝日」、「たかたろう」などの製造・販売業を行っている。原料のサトウキビ、米の一部は自社生産を行っている。

## 会社データ
- 本社：鹿児島県大島郡喜界町湾41-1
  - 喜界島内に製造工場、事務所・瓶詰工場、貯蔵蔵、製糖工場を持つ。

## 銘柄
- 朝日（30度、25度） - 代表銘柄。
- 壱乃醸朝日（25度） - 黒麹、黒糖倍増。
- 飛乃流朝日（25度） - 国産米使用、黒糖減量。
- 奄美黒潮（35度） - 仕次ぎ熟成。
- 島育ち（25度） - 仕次ぎ熟成。
- 陽出る國の銘酒（ひいずるしまのせえ）（42‐44度） - サトウキビから自社生産、5年熟成原酒。
- 南の島の貴婦人（44度） - 約70度の初垂れを割り水調整。
- たかたろう（25度、12度） - 減圧蒸留。
- 黒糖物語 - 仕次ぎ熟成。
- 慶杯

## 行事
2012年12月および2013年12月、特定非営利活動法人オーガニックアイランド喜界島が貯蔵蔵と敷地を使ってオーガニックマルシェ＆蔵コンサートを開催した。

## 沿革
- 1916年 - 喜禎康二が泡盛を製造する喜禎酒造所として創業[1]。
- 1960年 - 株式会社化し、朝日酒造株式会社と改称。
- 1985年 - 事務所、瓶詰め場を移転（喜界町湾446-16）。
- 1987年 - 瓶詰専用工場完成。
- 2000年 - 原料用サトウキビの栽培開始。
- 2004年 - 貯蔵蔵（喜界町湾167）完成[2]。
- 2011年 - 原料用陸稲の栽培開始[1]。